# Мартін Миколай Радзивілл
Мартін Миколай Кароль Радзівілл (пол. Marcin Mikołaj Karol Radziwiłł, 11 листопада 1705, Тимковичі — 11 січня 1782, Слуцьк) — державний діяч Великого князівства Литовського, великий крайчий литовський (з 1723 року), староста покшивницький та грабовський, Генерал-лейтенант армії Великого князівства Литовського.

## Біографія
Предстаник роду Радзивіллів, син Яна Миколая Радзивілла і Генрієтти Дороти, онук Домініка Миколая Радзивілла. Єдиний з дітей Яна Миколая, який залишився в живих, тому став спадкоємцем і VII ординатом численних маєтків і земельних наділів, в тому числі Клецька та Острува. В молодості отримав гарну освіту, цікавився медициною, фізикою, алхімією. У віці 18 році був призначений крайчим короля Августа Сильного.
На думку істориків Мартін Миколай Радзивілл вже в молоді роки проявляв ознаки психічної неврівноваженості. Михайло Казимир Радзивілл утримував свого родича від непередбачуваних витівок, але врешті Ієроніму Флоріану Радзивіллу, а пізніше і Михайлу Казимиру Радзивіллу, довелося взяти над ним опіку. Також Мартін Миколай займався в своїй лабораторії пошуком філософського каменю та вивчав талмуд, для чого почав вчити іврит, оточив себе євреями та почав практикувати їх релігійні традиції.
В 1748 році був визнаний недієздатним і був змушений передати ординат Юзефу Миколаю, а самого його почали тримати в строгій ізоляції в маєтку в місті Біла Підляська, а потім у Слуцьку, де він і помер. Похований в родинній усипальні в Несвіжі.

## Родина
Від двох шлюбів з Олександрою Бельхацькою і Мартою Трембицькою мав дочку Антоніну Массальську (1730—1764) та п'ять синів (Юзефа Миколая, Антонія Миколая, Домініка, Якуба Кшиштофа та Михайла Ієроніма). Якуб Кшиштоф (1748—1808) був настільки розумово відсталим, що постійно перебував під наглядом родини. Домінік (1747—1803) мав таку саму хворобу як і в брата, але в набагато меншій мірі, тому він одружився і мав здорових дітей. Антоній Миколай (1741—1778) став священиком і навіть намагався займатися політикою, але мав слабке здоров'я і помер рано. Також фізично слабким був і Юзеф Миколай (1736—1813), який став воєводою новогрудським. Михайло Ієронім (1744—1831) був віленським воєводою та каштеляном.